# Jour de la marine
Le Jour de la marine ou Fête de la marine (Navy Day en anglais) se réfère à différentes journées nationales destinées à honorer la marine nationale.
La date choisie dans chaque pays commémore en général une bataille navale victorieuse, un acte de bravoure ou la fondation d'un corps de marine. 

## Jours de la marine dans différents pays
| Pays       | Marine                           | Date                        | Nom et référence |
| ---------- | -------------------------------- | --------------------------- | --- |
| Argentine  | Armada Argentina                 | 17 mai                      | Victoire navale argentine sur l'Espagne lors de la bataille du port del Buceo pendant le siège de Montevideo en 1814. |
| Australie  | Royal Australian Navy            | 1er mars                    | « Navy Day » : création de la Royal Australian Navy en 1901. |
| Bahreïn    | Marine royale de Bahreïn         | 18 février                  | |
| Bangladesh | Marine bangladaise               | 26 mars                     | La journée de la marine du Bangladesh est célébrée le 26 mars, jour anniversaire de l'indépendance du Bangladesh, jour où la marine du Bangladesh a vu le jour.                                                              |
| Bulgarie   | Marine royale de Bahreïn         |                             | La Journée de la marine bulgare est célébrée le deuxième dimanche d'août. |
| Chili      | Marine chilienne                 | 21 mai                      | « Día de las Glorias Navales (es) » : victoire navale chilienne sur le Pérou lors de la Bataille de Punta Gruesa en 1879. |
| Chine      | Armée populaire de libération    | 23 avril                    | L'Armée populaire de libération de la Chine célèbre la fondation de son arme navale lors de la "Journée de la marine", le 23 avril.                                                                                          |
| Croatie    | Marine militaire croate          | 18 septembre                | Victoire navale croate sur Venise lors de la bataille de Makarska en 887. |
| Équateur   | Armada Nacional                  | 25 juillet                  | Le jour de la Marine (Día de la Armada Nacional) est célébré le 25 juillet, en commémoration de la bataille de Jambelí (25 juillet 1941), qui faisait partie de la guerre péruano-équatorienne.                              |
| États-Unis | United States Navy               | 13 octobre puis 27 octobre  | « Navy Day » : création de la Continental Navy pendant la révolution américaine en 1775 puis commémoration par la Navy League of the United States de la naissance de Theodore Roosevelt, adjoint du secrétaire à la Marine. |
| Inde       | भारतीय नौ सेना Bhartiya Nāu Senā      | 4 décembre                  | Bombardement du port de Karachi pendant la troisième guerre indo-pakistanaise en 1971. |
| Israël     | Marine israélienne               | octobre                     | « יום חיל הים » : |
| Iran       | Marine iranienne                 | 28 novembre                 | Victoire navale iranienne sur l'Irak pendant la guerre Iran-Irak |
| Pays-Bas   | Marine royale néerlandaise       | Premier week-end de juillet | « Vlootdagen » |
| Pérou      | Marine péruvienne                | 8 octobre                   | Bataille d'Angamos en 1879 et création de la marine péruvienne en 1821. |
| Pakistan   | Pakistan Navy                    | 8 septembre                 | Victoire navale pakistanaise sur l'Inde pendant la deuxième guerre indo-pakistanaise en 1965. |
| Russie     | Военно Морской Флот              | Dernier dimanche de juillet | Jour férié |
| Ukraine    | Військово-Морські Сили України\| | 1er août                    | Jour férié |